# Gaetano Martino
Gaetano Martino (Messina, 25 de noviembre de 1900-Roma, 21 de julio de 1967) fue un político italiano.

## Biografía

### Primeros años
Hijo de Antonino Martino, varias veces alcalde de Messina, se graduó en medicina en la Universidad de Roma La Sapienza en 1923. Se dedicó a la investigación científica que inicialmente realizó en la Clínica Médica de la Universidad de Berlín y más tarde en el departamento de medicina interna de Hospital Sant'Antoine en París.

### Carrera política
En 1948 fue elegido miembro de la cámara de diputados en las filas del Partido Liberal Italiano y elegido vicepresidente de la misma. Reelegido diputado en 1953, volvió a convertirse en vicepresidente de la cámara hasta que fue nombrado ministro de Educación durante el gobierno de Mario Scelba en septiembre de 1954. Fue designado ministro de Asuntos Exteriores, cargo que mantuvo en el gabinete de Antonio Segni. Dejó el cargo en 1957 al asumir Adone Zoli como primer ministro.
Como ministro de asuntos exteriores, promovió una mejor integración europea y el internacionalismo, primero con la Conferencia de Messina en 1955. En 1956, Italia fue aceptada como miembro de la Organización de las Naciones Unidas. En ese mismo año, junto con sus homólogos Halvard Lange (de Noruega) y Lester Pearson (de Canadá), integraron el Comité de los Tres de la OTAN, publicando un informe de cooperación no militar que aspiraba a la participación en áreas civiles.
En 1956, el periódico La Repubblica publicó un artículo donde Martino expresó que las investigaciones sobre los crímenes de guerra alemanes en Italia durante la Segunda Guerra Mundial tendrían un impacto negativo en la integración de Alemania en Europa. En 1994, con el descubrimiento en una base militar de un armario con documentos secretos sobre crímenes de guerra nazis en Italia, el apodado «armario de la vergüenza» (Armadio della Vergogna), sugirió que Martino haya bloqueado las investigaciones para evitar un aislamiento alemán durante la Guerra Fría.
Presidió el Parlamento Europeo entre 1962 y 1964.